# De Graeff
De Graeff och Graeff,  (De) Graef, Graaff De Graeff van Polsbroek, är en nederländsk patricier- och adelssläkt. Den tillhörde de förmögnaste och mest inflytelserika familjerna i Amsterdam och Holland under 1600-talet.

## Historia
Familjen (De) Graeff härstammar från Wolfgang von Graben († 1521) från Österrike och bär von Graben-familjens vapen. Den första kända medlemmen var Pieter von Graben aka Pieter Graeff, som levde på 1500-talet. Familjen var en patricier- och handelsfamilj. Dess medlemmar var även ledande politiker och borgmästare i Amsterdam och släkten blev en av nederländska stormaktstidens mäktigaste. På uppdrag av familjerna De Graeff, Bicker och arbetade man för att förhindra att det spanska inflytandet återupprättades. Detta skedde bland annat genom Spansk-nederländska kriget som slutade med freden i Münster (1648). I mitten av 1600-talet var Cornelis de Graeff en av de mest inflytelserika republikanerna och statsmansregenterna i republiken och en motståndare till de politiska ambitionerna i Huset Oranien. Hans politiska hållning var kännetecknande för hans familj: å ena sidan libertin och statssinnad, å andra sidan, om än i begränsad utsträckning, lojal mot Orangerna. De Graeff-familjen gynnade konsten och var bland annat Rembrandts, Ruysdaels, Govert Flincks, Gerard de Lairesses och Ter Borchs mecenater, vilket var en av orsakerna till Amsterdams ställning som politikens, humanismens och kulturens centrum under denna epok.
Familjen innehade den feodala titeln som Friherre av Zuid-Polsbroek samt Purmerland och Ilpendam mellan 1610 resp. 1678 och 1870. En gren av familjen bosatte sig i Amsterdam och hade Kasteel Ilpenstein utanför Ilpendam i sin ägo 1678–1872 och Palais Soestdijk 1638–1674. Ätten har i Nederländerna fått adlig värdighet och är vitt förgrenad. 

### Kända medlemmar

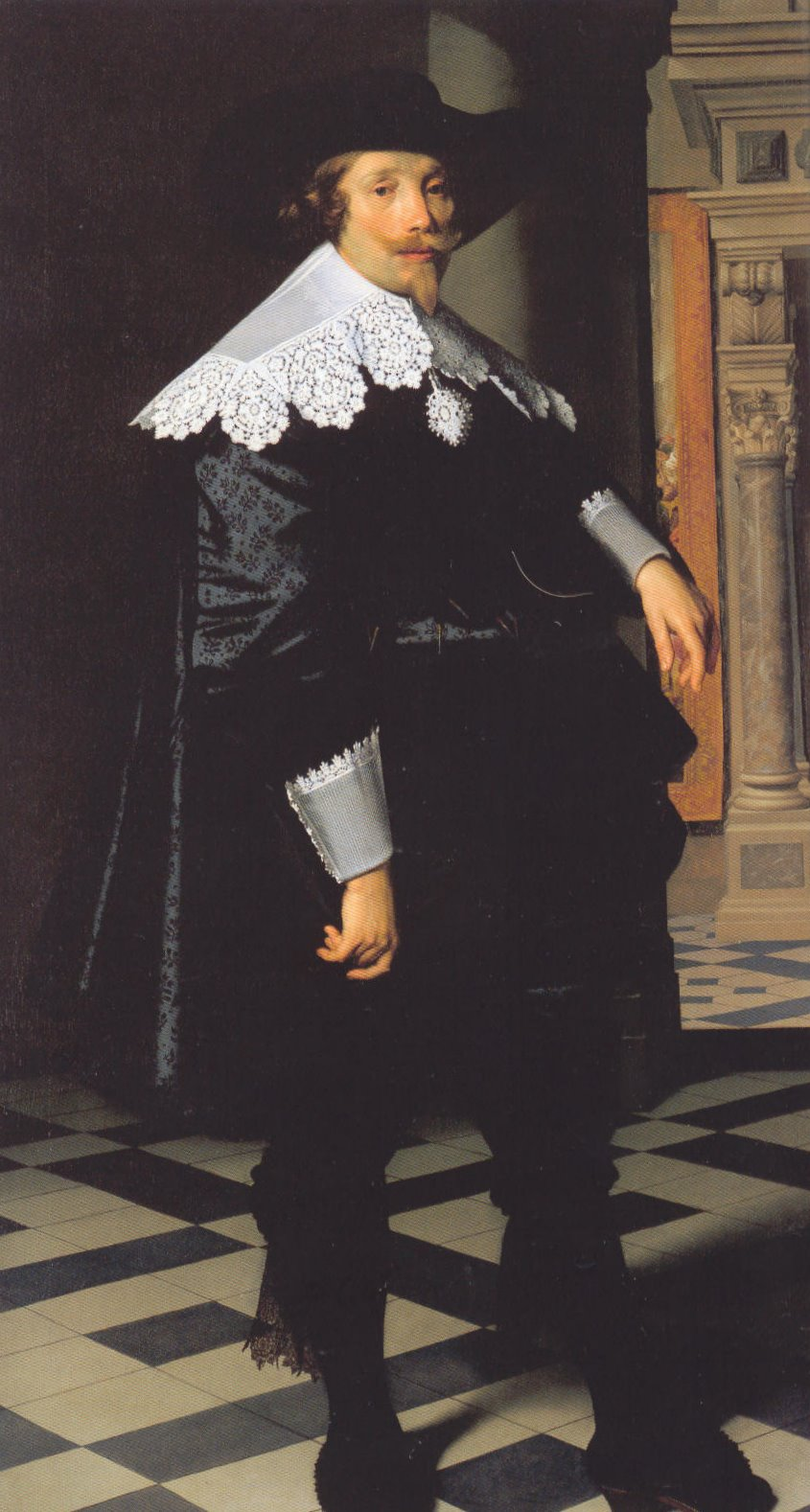
Cornelis de Graeff

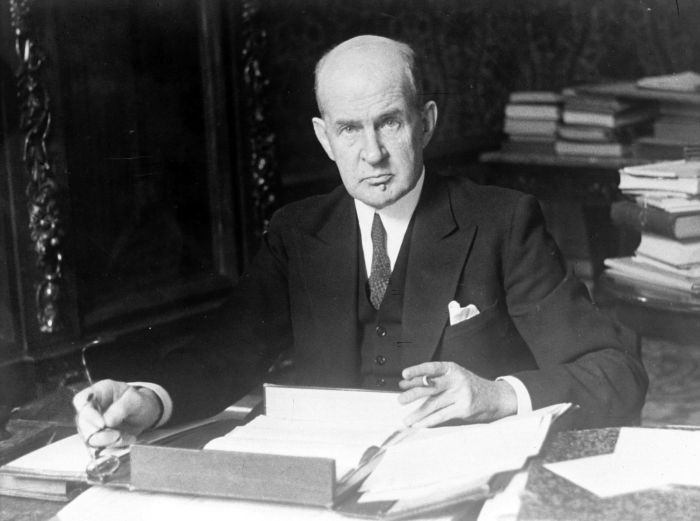
Andries Cornelis Dirk de Graeff

1. Wolfgang von Graben († 1521), herre av Graben, Kornberg, Marburg (Maribor), Radkersburg, Neudenstein, Weinberg och borggreve av Saldenhofen; åkte till Holland i sällskap med ärkehertig Maximilian av Österrike [den senare kejsaren] 1475
  1. Peter von Graben aka Pieter Graeff (*1450 eller början av 1460-talet); åkte till Holland i sällskap med ärkehertig Maximilian av Österrike [den senare kejsaren] 1475
    1. Jan Pietersz Graeff (~1500-1553), patrician av Amsterdam → Amsterdam linje
      1. Lenaert Jansz de Graeff (1525/30–1578), sjökapten av watten-gueuser
        1. Dirk Reynier de Graeff (nämns 1596) → holländsk-preussisk linje, inkluderar Gérard Hendrik Reinardus de Graaff (1853-1917), preussisk generalmajor och Henri (Heinrich) de Graaff (1857–1924), preussisk generallöjtnant under första världskriget

      2. Dirck Jansz Graeff (1532–1589), borgmästare i Amsterdam, den rikaste köpmannen i Amsterdam och vän till Vilhelm I av Oranien
        1. Jacob Dircksz de Graeff (1569/71–1636), friherre av Zuid-Polsbroek (1610), regent och borgmästare i Amsterdam
          1. Cornelis de Graeff (1599–1664), friherre av Zuid-Polsbroek, regent och borgmästare i Amsterdam, president för Holländska Ostindiska Kompaniet, holländsk statsman, diplomat
            1. Pieter de Graeff (1638–1707), friherre av Zuid-Polsbroek, Purmerland och Ilpendam, administratör av Amsterdam, ordförande för Holländska Ostindiska Kompaniet
              1. Johan de Graeff (1673-1714), friherre av Zuid-Polsbroek, patricier och råd i Amsterdam
                1. Gerrit de Graeff (1711–1752), friherre av Zuid-Polsbroek, Purmerland och Ilpendam, administratör av i Amsterdam, ordförande för Holländska Ostindiska Kompaniet och Nederländska Västindiska Kompaniet och direktör av Societeit av Surinam
                  1. Gerrit de Graeff, friherre av Zuid-Polsbroek samt Purmerland, Ilpendam, patricier och råd i Amsterdam
                    1. Gerrit de Graeff, friherre av Zuid-Polsbroek samt Purmerland, Ilpendam, patricier och råd i Amsterdam
                      1. Gerrit de Graeff, friherre av Zuid-Polsbroek samt Purmerland, Ilpendam, patricier och råd i Amsterdam
                        1. Gerrit Arnold Theodoor de Graeff (1831-1889) → Sydafrikansk linje
                        2. Dirk de Graeff van Polsbroek (1833–1916), Jonkheer (1885),nederländsk diplomat som företrädde Nederländernas intressen i Japan
                          1. Andries Cornelis Dirk de Graeff (1872–1958), generalguvernör för Nederländska Indien och nederländsk utrikesminister

            2. Jacob de Graeff (1642–1690), friherre av Purmerland och Ilpendam, patricier och råd i Amsterdam, hörnstenar av Paleis op de Dam i Amsterdam, ungdomsvän till Vilhelm III av England, efter uro i Rampjaar 1672 blev Hofstede Soestdijk af Jacob till hans barndomsvän Vilhelm III

          2. Agneta de Graeff van Polsbroek (1603–1656), gift med Johan Bicker, moder till Wendela Bicker och svärmor till Johan de Witt
          3. Andries de Graeff (1611–1678), regent och borgmästare i Amsterdam, holländsk statesman, riddare av det heliga romerska riket
            1. Cornelis de Graeff (1650-1678), riddare av det heliga romerska riket

        2. Pieter Dircksz Graeff (1573–1645), herre av Engelenburg

      3. Jacob Jansz Graeff († ca 1580) → Ablasserdam linje
        1. Jan Jacobsz Graeff (* ca 1570–75)
          1. Claes Jansz Graeff
            1. Albert Claesz de Graeff (* ca 1620), holländsk sjöofficer och amiral (Schout-bij-nacht).

        2. Adriaan Jacobsz Graeff (oäkta son) → oäkta Graeff linje, inkluderar Helmuth Gräff (* 1958), österrikisk konstnär och Matthias Laurenz Gräff (* 1984), österrikisk konstnär, politiker och ordförande i den globala familjeföreningen Gräff-Graeff (Familienverband Gräff-Graeff e.V.)[9]

## Familjeförening
Den globalt aktiva familjeföreningen Gräff-Graeff ("Familienverband Gräff-Graeff e.V.") grundades 2013 som en registrerad förening i Österrike. Släktföreningen tjänar kommunikation, forskning och för att sammanföra familjerna Graeff, förmodligen naturliga ättlingar till den österrikiske adelsmannen Wolfgang von Graben. Ordförande är Matthias Laurenz Gräff från Österrike. Ordförandeskapet och administrationen av familjeföreningen bör inte förväxlas med rollen som överhuvud för hela familjen och dess olika grenar.